# Polymixis seladonia
Polymixis seladonia är en fjärilsart som beskrevs av Fabricius 1794. Polymixis seladonia ingår i släktet Polymixis och familjen nattflyn. Inga underarter finns listade i Catalogue of Life.